# 罗慰慈
罗慰慈（1924年—），男，汉族，福建福州人，中国呼吸内科专家，曾任北京协和医院主任医师、博士生导师。